# Lerbo socken
Lerbo socken i Södermanland ingick i Oppunda härad, ingår sedan 1971 i Katrineholms kommun och motsvarar från 2016 Lerbo distrikt.
Socknens areal är 63,44 kvadratkilometer, varav 56,32 land. År 2000 fanns här 320 invånare.  Sockenkyrkan Lerbo kyrka ligger i socknen.  

## Administrativ historik
Lerbo socken har medeltida ursprung.
Vid kommunreformen 1862 övergick socknens ansvar för de kyrkliga frågorna till Lerbo församling och för de borgerliga frågorna till Lerbo landskommun. Landskommunen inkorporerades 1952 i Sköldinge landskommun som 1971 uppgick i Katrineholms kommun. Församlingen uppgick 2010 i Katrineholmsbygdens församling.
1 januari 2016 inrättades distriktet Lerbo, med samma omfattning som församlingen hade 1999/2000.  
Socknen har tillhört län, fögderier, tingslag och domsagor enligt vad som beskrivs i artikeln Oppunda härad.  De indelta soldaterna tillhörde Södermanlands regemente, Oppunda kompani och Livregementets grenadjärkår Södermanlands kompani.

## Geografi
Lerbo socken ligger öster om Katrineholm med sjön Långhalsen i sydost. Socknen är kuperad och sjörik med odlingsbygd som omväxlar med dalbygd och skogsbygd.

En karta över en del av Lerbo socken från 1600-talet.

## Fornlämningar

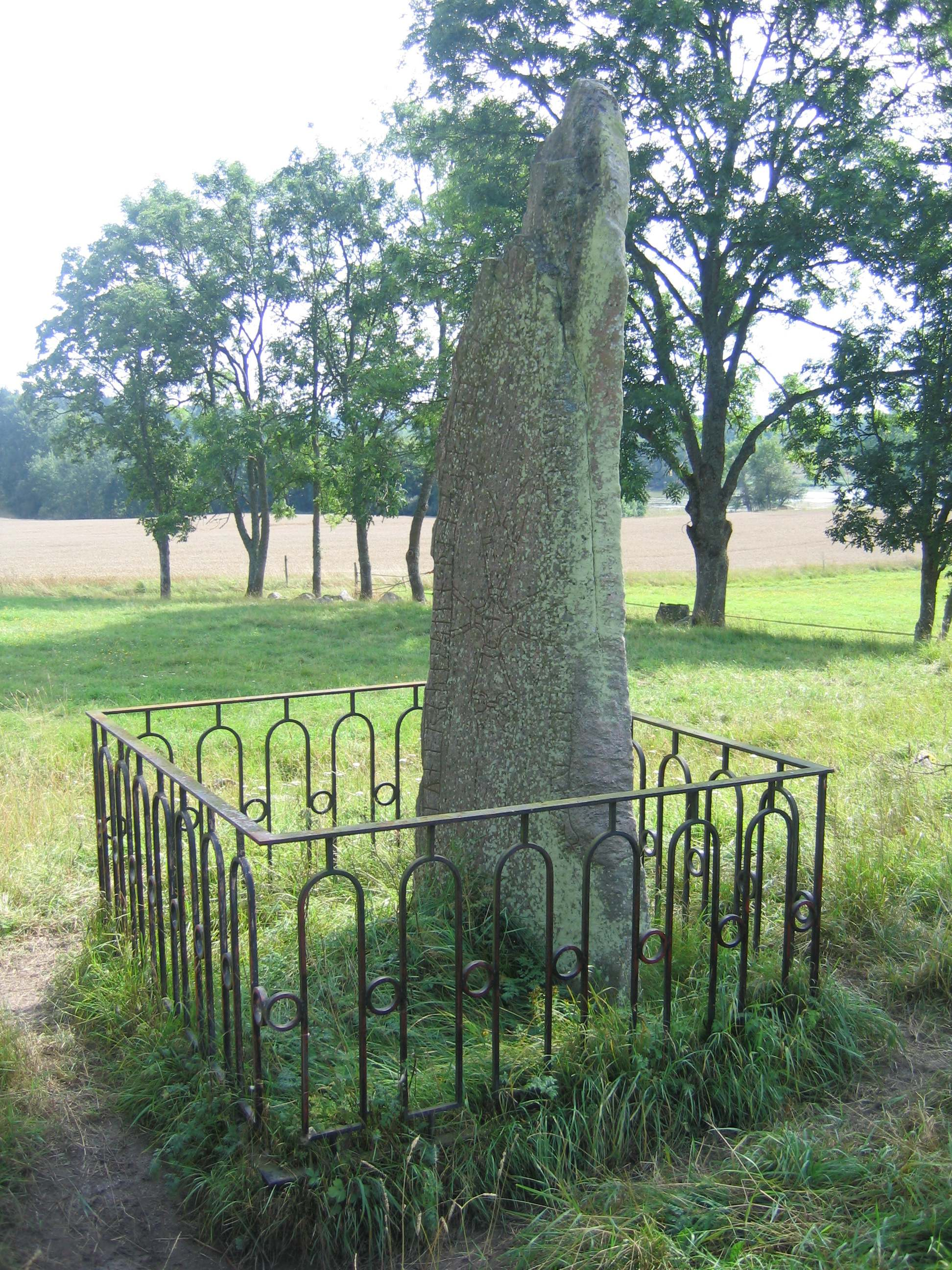
Runstenen Sö 62 i Hässlö.

Från bronsåldern finns spridda gravrösen. Från järnåldern finns 36 gravfält. Tre fornborgar och en runristning har påträffats.

## Namnet
Namnet (1314 Lerbo) innehåller inbyggarbeteckningen bo och ler(a) syftande på den lermark som finns vid kyrkan.

## Kända sockenbor
- Valdemar Langlet